# 울프 티머만
울프 티머만(독일어: Ulf Timmermann, 1962년 11월 1일 ~ )은 독일의 포환던지기 선수이자, 1980년대 많은 세계 기록들을 깨고 랜디 반스와 더불어 23m 이상을 던진 2명의 선수들 중의 하나였다.
동베를린에서 육상 선수 가족에게 태어나 13세 때에 포환던지기를 시작하였다. 1985년 22.62m를 던져 첫 세계 기록을 깨고, 1988년 5월 22일 그리스 하니아에서 23.06m의 기록을 세워 23m 이상을 던진 첫 선수가 되었다.
서울 올림픽에서 동독의 선수로 출전하여 반스를 앞서 금메달을 획득하였다. 자신의 경쟁에서 4번째 던지기는 이전의 올림픽들을 우승할 가능성이었다. 4년 후, 바르셀로나 올림픽에서는 5위에 그쳤다.
티머만은 글라이드 기술을 이용하여 가장 멀리 포환을 던진 선수였다.
그의 코치는 현재 베를린에서 포환과 원반던지기 코치를 맡고 있는 베르너 골트만이었다.